# Неговєлов Сергій Федорович
Сергі́й Фе́дорович Неговє́лов (рос. Сергей Федорович Неговелов; 25 вересня 1903, Новощербинівська — 31 травня 1985) — радянський ґрунтознавець, доктор сільськогосподарських наук з 1973 року.

## Біографія
Народився 25 вересня 1903 року в станиці Новощербинівській (тепер Краснодарський край Росії). У 1921 році закінчив середню школу в Краснодарі. З 1921 по 1926 рік навчався в Кубанському сільськогосподарському інституті. З 1926 по 1930 рік працював асистентом на кафедрі агрохімії цього ж інституту, в 1930—1932 роках — старший науковий співробітник-ґрунтознавець в Закавказькому науково-дослідному інституті бавовни, а у 1932—1937 роках — старший науковий співробітник Всесоюзного науково-дослідного інституту олійних культур. У 1938 році переїхав в Ростов-на-Дону, де працював викладачем кафедри ґрунтознавства Ростовського державного університету. З 1939 по 1948 рік — асистент кафедри хімії і ґрунтознавства Краснодарського інституту харчової промисловості, в 1949—1953 роках — доцент Краснодарського, згодом Кубанського, сільськогосподарських інститутів. У 1953 році в Ростовському державному університеті захистив кандидатську дисертацію по темі: «Мікродинаміка вологості ґрунту під соняшником і кукурудзою», виконану під керівництвом професора С. О. Захарова. В 1959—1970 роках завідувач лабораторії агрохімії і ґрунтознавства Північно-Кавказького зонального науково-дослідного інституту садівництва і виноградарства, з 1970 року старший науковий співробітник цього ж інституту. В 1973 року захистив докторську дисертацію за темою: «Методика оцінки садопригодності ґрунтів при виборі ділянок під плодові насадження».
Помер 31 травня 1985 року.

## Наукова діяльність
Розвинув вчення О. А. Роде про доступну плодовим і виноградним рослинам ґрунтову вологу. Виявив властивості ґрунту, які пригнічують ріст і розвиток рослин; встановив принцип вибору показників придатності гірських скелетних ґрунтів під виноградники. Автор біля 150 наукових праць і 8 винаходів. Серед робіт:
- Выбор почвы и организация территории садов и виноградников. Краснодар, 1958 (у співавторстві);
- Увлажнение почвы и культурные растения. Махачкала, 1968 (у співавторстві);
- Обработка почвы на виноградниках. — Ростов н/Д., 1982 (у співавторстві).

## Відзнаки
Нагороджений медалями «За оборону Кавказу», «За доблесну працю у Великій Вітчизняній війні 1941—1945 рр.», «30 років Перемоги у Великій Вітчизняній війні 1941—1945 рр.», «40 років Перемоги у Великій Вітчизняній війні 1941—1945 рр.», «Ветеран праці», малою золотою медаллю ВДНГ.